# Lista de governadores do Ohio
O Governador de Ohio é o chefe do Poder Executivo do estado norte-americano de Ohio, e é o comandante-em-chefe das forças militares no estado. O governador tem o dever de fazer cumprir as leis estaduais, o poder para aprovar ou vetar as leis aprovadas pelo Poder Legislativo; o poder de convocar o legislativo; e o poder de conceder perdão judiacial.
Ao todo foram 62 governadores de Ohio. O mandato mais longo foi de Jim Rhodes, que foi eleito quatro vezes ocupando o cargo por dezesseis anos. Os mandatos mais curtos foram de John William Brown e Hollister Nancy, sendo que cada um ocupou o cargo por 11 dias, o governador-eleito com menor tempo de permanência no cargo foi John M. Pattison, que morreu no cargo cinco meses depois de assumir o cargo. O atual governador é Mike DeWine, que tomou posse em 14 de janeiro de 2019.

## Governadores
Inicialmente, após a Revolução Americana, partes da área hoje conhecida como Ohio foram reivindicados pelo estado de: Nova Iorque, Virginia e Connecticut. Em 13 de julho de 1787, o Território do Noroeste foi formado. Como os territórios foram divididos a partir dele, ele a ser chamado de Ohio.

### Governadores do Território de Ohio
Ao longo de 15 anos, o Território Noroeste teve apenas um governador. Não houve o Território de Ohio, pois Ohio foi o sucessor do Território do Noroeste.
| # | Imagem | Governador       | Nomeado              | Fim do Mandato         | Partido     | Nomeado pelo          |
| - | ------ | ---------------- | -------------------- | ---------------------- | ----------- | --------------------- |
| 1 |        | Arthur St. Clair | 5 de outubro de 1787 | 22 de novembro de 1802 | Federalista | Congresso Continental |

### Governadores do Estado de Ohio
Ohio foi admitido na União em 1 de março de 1803. Desde então, teve 62 governadores.
A primeira Constituição de 1802 permitiu aos governadores um mandato de dois anos, limitado a oito anos, com início na primeira segunda-feira de dezembro na sequência da eleição a qual o elegeu. A atual Constituição de 1851 retirou o limite de mandato, e transferiu o início do prazo para a segunda segunda-feira de janeiro, após a realização da eleição. Em 1908, Ohio parou de realizar eleições em anos ímpares para o cargo de governador anterior. A emenda de 1957 alongou o mandato de quatro anos e permitia aos governadores uma reeleição consecutiva, podendo concorrer ao cargo após quatro anos.
Caso o cargo de governador morre, renúncia ou é feito um impeachment durante seu mandato, o vice-governador assume o cargo de governador. Caso o cargo de vice-governador também se torna vago, o presidente do Senado do estado passa a exercer o cargo de governador. Se os cargos de governador e vice-governador ficarem vagos durante os 20 primeiros meses de mandato, uma eleição especial será realizada no próximo anos par para eleger os novos titulares que cumpriram o atual mandato. Antes de 1851, o presidente do Senado atuou como governador durante o restante do mandato. Desde 1974, o governador e o vice-governador vem sido eleitos na mesma eleição, antes de 1974, o governador e vice-governador eram eleitos em eleições diferentes, podendo (e muitas vezes eram) ser membros de diferentes partidos.
| Legenda                       |
| Partido Federalista           |
| Partido Democrata-Republicano |
| Partido Democrata             |
| Partido Whig                  |
| Partido Republicano           |
| Partido de União Nacional     |

| Nº | Governador | Governador           | Início do mandato      | Fim do mandato         | Partido               | Vice-Governador | Mandato | Referências                        |
| -- | ---------- | -------------------- | ---------------------- | ---------------------- | --------------------- | --------------- | ------- | ---------------------------------- |
| 1  |            | Edward Tiffin        | 3 de março de 1803     | 4 de março de 1807     | Democrata-Republicano | Nenhum          | 1+1⁄2   | [ 17 ] [ 18 ] [ 19 ] [ 20 ] [ 21 ] |
| 2  |            | Thomas Kirker        | 4 de março de 1807     | 12 de dezembro de 1808 | Democrata-Republicano | Nenhum          | 1+1⁄2   | [ 22 ] [ 23 ] [ 24 ] [ 25 ]        |
| 3  |            | Samuel H. Huntington | 12 de dezembro de 1808 | 8 de dezembro de 1810  | Democrata-Republicano | Nenhum          | 1       | [ 26 ] [ 27 ]                      |
| 4  |            | Return J. Meigs, Jr. | 8 de dezembro de 1810  | 24 de março de 1814    | Democrata-Republicano | Nenhum          | 1+1⁄2   | [ 28 ] [ 29 ] [ 30 ]               |
| 5  |            | Othniel Looker       | 24 de março de 1814    | 8 de dezembro de 1814  | Democrata-Republicano | Nenhum          | 1⁄2     | [ 31 ] [ 32 ] [ 33 ] [ 34 ]        |
| 6  |            | Thomas Worthington   | 8 de dezembro de 1814  | 14 de dezembro de 1818 | Democrata-Republicano | Nenhum          | 2       | [ 35 ] [ 36 ] [ 37 ] [ 38 ]        |
| 7  |            | Ethan Allen Brown    | 14 de dezembro de 1818 | 4 de janeiro de 1822   | Democrata-Republicano | Nenhum          | 1+1⁄2   | [ 39 ] [ 40 ] [ 41 ] [ 42 ]        |
| 8  |            | Allen Trimble        | 4 de janeiro de 1822   | 28 de dezembro de 1822 | Federalista           | Nenhum          | +1⁄2    | [ 43 ] [ 44 ] [ 45 ]               |
| 9  |            | Jeremiah Morrow      | 28 de dezembro de 1822 | 19 de dezembro de 1826 | Democrata-Republicano | Nenhum          | 2       | [ 46 ] [ 47 ]                      |
| 10 |            | Allen Trimble        | 19 de dezembro de 1826 | 18 de dezembro de 1830 | Federalista           | Nenhum          | 2       |                                    |
| 11 |            | Duncan McArthur      | 18 de dezembro de 1830 | 7 de dezembro de 1832  | Nacional Republicano  | Nenhum          | 1       | [ 48 ] [ 49 ] [ 50 ]               |
| 12 |            | Robert Lucas         | 7 de dezembro de 1832  | 12 de dezembro de 1836 | Democrata             | Nenhum          | 2       | [ 51 ] [ 52 ]                      |

## Outros Cargos de Governadores
Esta é uma tabela de outros cargos que governadores ocuparam como na Câmara dos Representantes dos Estados Unidos e no Senado dos Estados Unidos e outros órgãos federais. Todos os representantes e senadores citados representaram Ohio.

## Governadores Vivos
A partir de janeiro de 2011, seis ex-governadores estão vivos, sendo o mais velho John J. Gilligan. A morte mais recente de um governador foi a de Jim Rhodes, em 4 de março de 2001.